# クリス・デイト

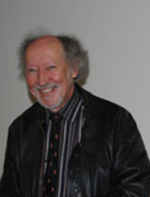
クリス・デイト

クリス・デイト (Christopher J. Date、1941年 - ) は、関係データベース技術を専門とするコンピュータ科学者である。
特定の企業に属さず、独立した個人の立場で、関係データベースの分野で、研究・講演・技術書の執筆・コンサルティングなどの活動を行っている。

## 経歴と業績
クリス・デイトは、イギリスのケンブリッジ大学で数学を専攻して、1962年に学士号を取得した。
その後デイトは、同国のロンドンの Leo Computers Ltd. で、数学の素養を持つプログラマとして、コンピュータの仕事を始めた。
その職場で仕事をするようになってすぐに、教育とトレーニングの仕事をするようになった。
1966年にケンブリッジ大学で修士号を取得した。
1967年に IBM Hursley (イギリス) にプログラミングの講師 (インストラクタ) として入社した。
1969年から1974年の間は、IBMの欧州の教育プログラムにおいて、主席講師であった。
デイトは、IBMに勤務していた時に、エドガー・F・コッドが関係データベースの関係モデルを確立した際に、コッドの作業に協力した。
その後、IBM の関係データベース管理システム (RDBMS) の製品 SQL/DS と DB2 の開発に参加し、技術的な面での計画と設計を行った。
デイトは 1983年に IBM を退社した。
デイトは現在、ヒュー・ダーウェンと共同して関係モデルの多方面において研究を行っている。
デイトとダーウェンは、多くの人々から、関係モデルの主要な研究者と評価されている。
クリス・デイトの著書 An Introduction to Database Systems は、2007年現在第8版が刊行されており、データベース技術の定番の教科書である。日本語訳『データベースシステム概論』は、第3版と第6版が刊行されている。
英語版だけ (翻訳版は含めない) で発行部数は70万部以上であり、世界中の非常に多くの大学で、データベースの教科書として採用されている。
デイトは、この本以外にも、データベースの分野で多くの書籍を著している。
主な書籍の一つとしては、Databases, Types, and the Relational Model: The Third Manifesto がある。
この書籍は、現在は第3版が刊行されており、データベース管理システム (DBMS) の将来の方向について詳細で広範な提案を内容としている。

## 著作活動
この節で挙げる著書の他、クリス・デイトは現在、www.dbdebunk.com で Fabian Pascal とともにデータベース技術の記事を執筆している。
- Logic and Databases: The Roots of Relational Theory, Trafford, 2007, ISBN 978-1425122904
- The relational database dictionary : a comprehensive glossary of relational terms and concepts, with illustrative examples, O'Reilly Media, 2006, ISBN 978-0596527983
- Relational Database Writings のシリーズ
  - Date on Database: Writings 2000-2006, 2006, Apress, ISBN 978-1590597460
  - Relational Database Writings, 1994-1997 (Hugh Darwen と D. McGoveran との共著), 1998, Addison Wesley Publishing Company, ISBN 978-0201398144
  - Relational Database Writings 1991-1994 [FACSIMILE], 1995, Addison Wesley Longman, ISBN 978-0201824599
  - Relational Database Writings, 1989-1991, 1992, Addison Wesley Publishing Company, ISBN 978-0201543032
  - Relational Database Writings, 1985-1989, 2002, Addison Wesley Publishing Company, ISBN 978-0201508819
  - Relational Database: Selected Writings, 1986, Addison Wesley Publishing Company, ISBN 978-0201141962
- Databases, Types and the Relational Model: The Third Manifesto (3rd Edition) (Hugh Darwen との共著), 2006, Addison Wesley, ISBN 978-0321399427
- Database in Depth, 2005, O'Reilly Media, Inc, ISBN 978-0596100124
  - 株式会社クイープ 訳 『C.J. Dateのデータベース実践講義 — エンジニアのためのリレーショナル理論』、オライリー・ジャパン、オーム社、2006年、ISBN 978-4873112756
- An Introduction to Database Systems, Eighth Edition, 2003, Addison Wesley, ISBN 978-0321197849
  - 藤原譲ほか訳 『データベースシステム概論 原著第6版』、丸善、1997年、ISBN 978-4621042762
  - 藤原譲 訳 『データベースシステム概論』 (原著第3版の訳)、丸善、1984年、ISBN 978-4621028131
- Temporal Data & the Relational Model (Hugh Darwen と Nikos Lorentzos との共著), 2002, Morgan Kaufmann, ISBN 978-1558608559
- The Database Relational Model: A Retrospective Review and Analysis : A Historical Account and Assessment of E. F. Codd's Contribution to the Field of Database Technology, 2000, Addison Wesley Longman, ISBN 978-0201612943
- What Not How: The Business Rules Approach to Application Development, 2000, Addison-Wesley Professional, ISBN 978-0201708509
- A Guide to SQL Standard (4th Edition) (Hugh Darwen との共著), 1996, Addison-Wesley Professional, ISBN 978-0201964264
  - QUIPU LLC 訳 『標準SQLガイド 改訂第4版』、アスキー、1999年、ISBN 978-4756120472
  - 芝野耕司 監訳、岸本令子 訳 『標準SQL 改訂第2版 JIS/ANSI/ISO準拠』、トッパン、1990年、ISBN 978-4810180190
  - 岸本令子 訳 『標準SQL』、トッパン、1988年、ISBN 978-4810180060
- A Guide to DB2: A User's Guide to the IBM Product IBM Database 2 (Colin J. White との共著), Addison Wesley Longman, 1993, ISBN 978-0201558210
  - 朝戸康博 ほか 訳 『DB2入門』、オーム社、1995年、ISBN 978-4274078231
- A guide to SYBASE and SQL Server : a user's guide to the SYBASE product (D. McGoveran との共著) , Addison Wesley, 1992, ISBN 978-0201557107
- A guide to SQL/DS (Colin J. White との共著), Addison Wesley, 1989, ISBN 978-0201146882
- A guide to INGRES : a user's guide to the INGRES product, Addison Wesley, 1987, ISBN 978-0201060065
- Database : a primer, Addison Wesley, 1983, ISBN 978-0201113587
  - 石井稔、早坂勝彦 訳 『データベースハンドブック』、啓学出版、1984年、ISBN 978-4766501537